# Mamestra immiscens
Mamestra immiscens är en fjärilsart som beskrevs av Walker 1870. Mamestra immiscens ingår i släktet Mamestra och familjen nattflyn. Inga underarter finns listade i Catalogue of Life.